# Bartolomeo Schedoni

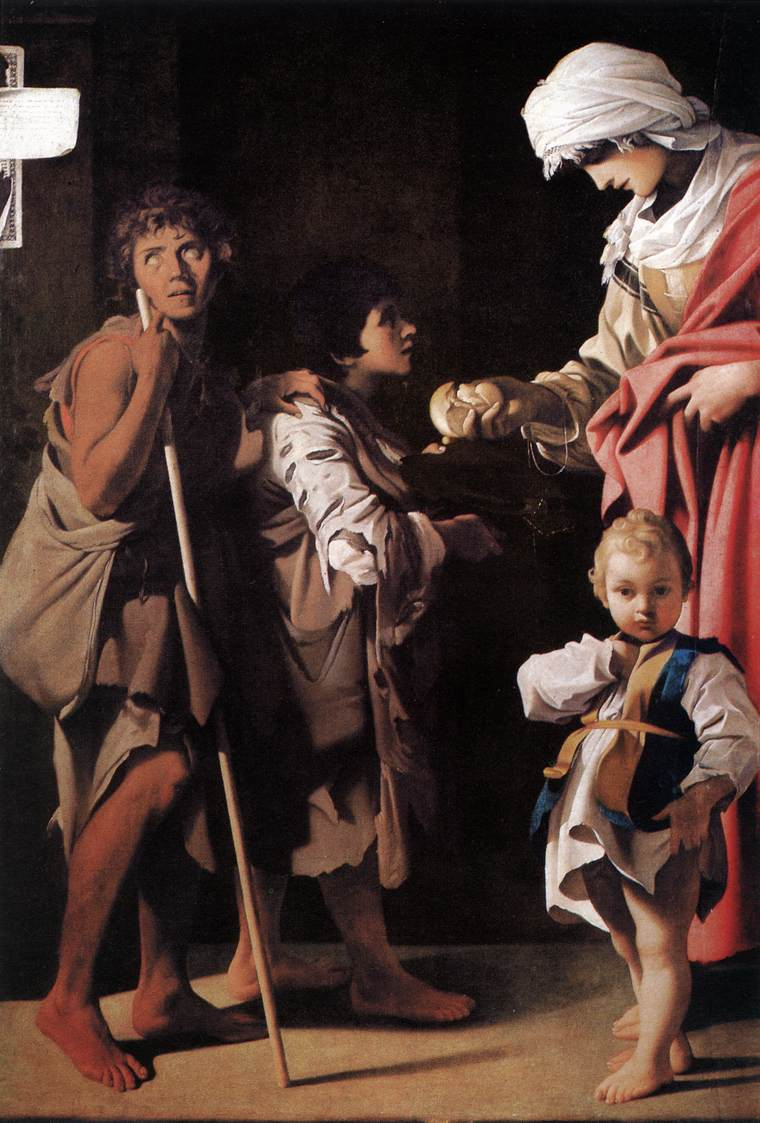
Miłosierdzie (1611)

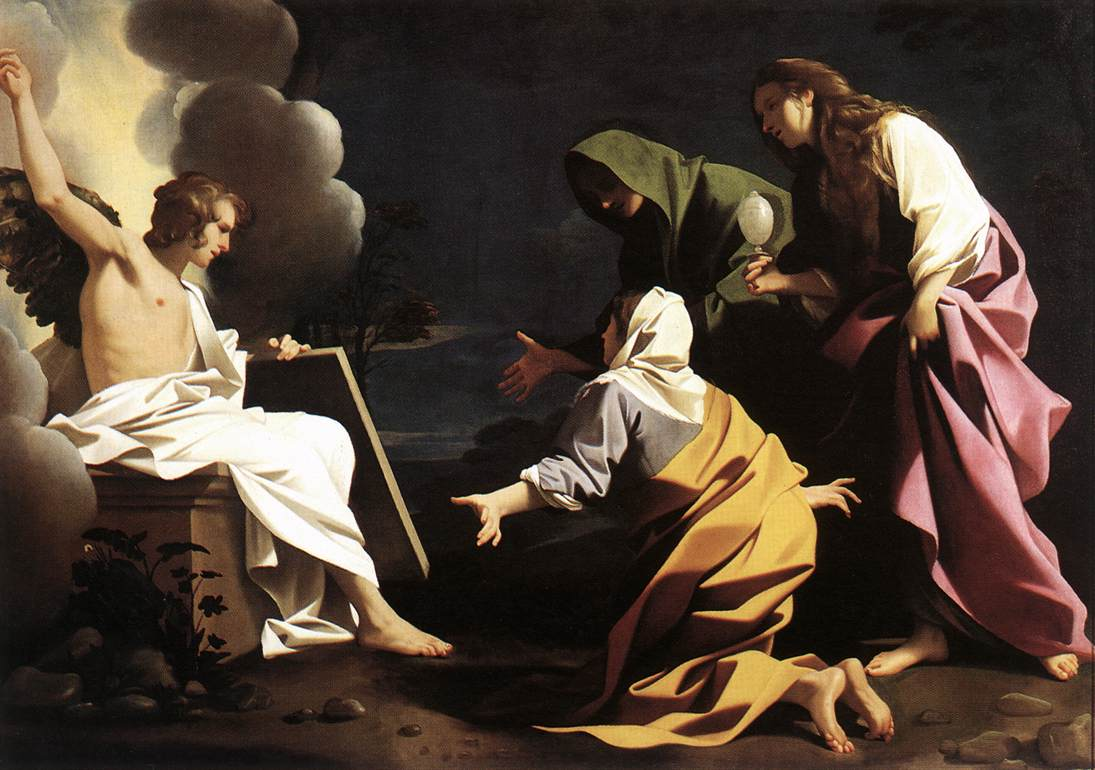
Trzy Marie u grobu (1613)

Bartolomeo Schedoni lub Schedone (wym. Skedoni) (ur. 23 stycznia 1578 w Modenie, zm. 23 grudnia 1615 w Parmie) – włoski malarz i rytownik okresu wczesnego baroku.
Przez większość swojego życia był związany z rodami Farnese w Parmie i Modenie. Tworzył pod wpływem dzieł Correggia, Carraccich (Agostino Carracci, Annibale Carracci, Lodovico Carracci, założycieli bolońskiej szkoły eklektycznej) i artystów rzymskich. Pod koniec XVI wieku, na polecenie Ranuccia Farnesego, wyjechał do Rzymu, po powrocie osiedlił się w Parmie. Tam namalował najbardziej znane swoje dzieła: Złożenie Chrystusa do grobu z 1613 roku i  Trzy Marie u grobu z tego samego roku, oznaczające się ciepłym światłem, delikatnie modelującym draperie i postacie.
Lubił grać w piłkę, wielokrotnie wchodził w konflikt z prawem i prawdopodobnie popełnił samobójstwo z powodu długów.

## Wybrane dzieła
- Krajobraz z amorkiem -  ok. 1610, 94 x 77 cm, Ermitaż, Sankt Petersburg
- Miłosierdzie (Dawanie jałmużny) -  1611, 180 x 128 cm, Museo di Capodimonte, Neapol
- Nadzieja -  ok. 1610, Musée Ingres, Montauban
- Ostatnia Wieczerza -  1610-11, Gallería Nazionale di Parma
- Pokutująca Maria Magdalena -  1602-07, 58 x 46 cm, Kunsthistorisches Museum, Wiedeń
- Święta Rodzina -  1610-12, 107 x 89 cm, Luwr, Paryż
- Święta Rodzina -  1613-15, 33,6 x 28,2 cm, National Gallery w Londynie
- Święta Rodzina -  41,5 x 52 cm, Galeria Obrazów Starych Mistrzów w Dreźnie
- Święta Rodzina z małym św. Janem Chrzcicielem -  23 x 21 cm, Ashmolean Museum, Oksford
- Trzy Marie u grobu -  1613, 203 x 213 cm, Galleria Nazionale di Parma
- Złożenie Chrystusa do grobu -  1613, 203 x 213 cm, Galleria Nazionale di Parma
- Złożenie do grobu -  248 x 181 cm, Luwr, Paryż